# Барбот-де-Марні Микола Павлович
Мико́ла Па́влович Барбо́т-де-Марні́ (31 січня (12 лютого) 1829 (за іншими даними 1831 або 1832), Пермська губернія — 4 (16) квітня 1877, Відень) — російський гірничий інженер, професор геології Санкт-Петербурзького гірничого інституту.

## Біографія
Прапрадід актриси Наталії Варлей .
Народився в сім'ї гірничого офіцера, вихідця з Франції. 1852 закінчив з відзнакою та званням інженера-лейтенанта Корпус гірничих інженерів (1834—1866) — вищий воєнізований технічний навчальний заклад Російської імперії, створений на базі Гірничого кадетського корпусу. Самостійні геологічні розвідки почав в Тульській губернії, під керівництвом геолога балтійсько-німецького походження Християна Пандера (1794—1865). У 1853 році переведений на Урал, де взяв участь в геологічній експедиції очолюваній геологом Ернестом Гофманом (1801—1871) та і палеонтологом Морицем Грюневальдом (1827—1873), що мала на меті геологічну зйомку казенних гірничих округів. У 1860—1862 роках Барбот де Марні керував великою експедицією по басейну р. Манич і отримав золоту медаль Російського географічного товариства за геолого-геогностичне вивчення Калмицького степу.
У 1862 вивчав геологічні явища в Німеччині, Бельгії та Франції та збирав інформацію про геологічні музеї. Повернувшись у Росію, він був призначений викладачем геології та геогнозії в Петербурзькому гірничому інституті і став професором там у 1866 році. У 1864 р. дослідив геологічну будову Пермської та Вологодської губерній.
У 1865 році як геолог досліджував Галіцію, Волинь і Подолію, зокрема, сучасні Волинську, Подільську, Херсонську області України.
Виконав перший науковий геологічний опис залізних руд Кривого Рогу, чим зробив значимий внесок у освоєння Криворізького залізорудного басейну. У 1869 році він опублікував результати досліджень — "Геологічний нарис Херсонської губернії.
У 1874 р. ним був складений науковий опис Закаспійського краю (сучасна територія Туркменістану, частини Казахстану та Узбекистану).
Помер у Відні у 1877, де перебував на лікуванні.

## Окремі праці
Перелік:
- Барбот-де-Марни Н. Геологический очерк Херсонской губернии [Электронный ресурс]: монография / Н. Барбот-де-Марни, 1869. — 180 с. http://gpntb.dlibrary.org/ru/nodes/2523-barbot-de-marni-n-geologicheskiy-ocherk-hersonskoy-gubernii-1869 [Архівовано 5 листопада 2020 у Wayback Machine.]
- Barbot de Marni N.P. Geognostische Bemerkungen auf einer Reise im Gouvernement Tula // Verh. Rus. Mineral. Ges. 1853. S. 376—406.
- Barbot de Marni N. Mineralogische Novellen vom Ural. Eine briefliche Mittheilung an Professor Kutorga // Verh. Rus. Mineral. Ges. 1856. S. 197—206.
- Барбот-де-Марни Н. П. Отчет о поездке в Галицию, Волынь и Подолию в 1865 году // Сборник, изданный С.-Петербургским минералогическим обществом в память совершившегося пятидесятилетия его существования. СПб., 1867. С. 499—645.: ил. : карт. Отд. изд.. СПб.: тип. ИАН, 18бб. 149, [2] с.: карт. : ил.; Рец. Э. Зюсс // Зап. СПб. минерал. об-ва. 1869. Ч. 4. Прил. к проток. С. 378—381.
- Барбот-де-Марни Н. П. Геологические исследования в губерниях Волын¬ской и Подольской в 1865 году // Горн. журнал. 1867. Кн. 6. С. 430—445. http://elib.uraic.ru/bitstream/123456789/7103/1/gorn_mag_1867_6.pdf#pagemode=bookmarks&page=153 [Архівовано 4 листопада 2020 у Wayback Machine.]
- Геогностическое путешествие в северные губернии Европейской России. Записки Санкт-Петербургского Минералогического общества, 1868
- Труды арало-каспийской экспедиции, вып. VI. Через Мангышлак и Усть-Урт в Туркестан. Дневник геологического путешествия. СПб. общество естествоиспытателей,1889 г., под редакцией проф. А. А. Иностранцева и H. A. Андрусова.
- Барбот-де-Марни Н. П. Геологический очерк Херсонской губернии. СПб.: тип. В. Демакова, 1869. [8], X, 167 с. : карт. : ил..
- Барбот-де-Марни Н. П. Месторождение лабрадора на Украине // Зап. СПб. минерал. об-ва. 1869. Ч. 4. Проток. С. 351.
- Барбот-де-Марни Н. П. Геологические исследования от Курска через Харьков до Таганрога // Горн. журнал. 1870. Кн. 11. С. 295—329. URL. Отд. изд.: СПб., 1870. 35 с.
- Барбот-де-Марни Н. П., Меллер В. И. [Рец.] О геологических картах Киевской губернии и города Киева, составленных проф. К. М. Феофилактовым и представленных им на конкурс для соискания премии СПб. мин. об-ва по геологии // Зап. СПб. минерал. об-ва. 1877. Ч. 12. С. 291—296.

## Інтернет-джерела
- Барбот-де-Марні Микола Павлович на сайті Дніпропетровської обласної універсальної наукової бібліотеки
- http://www.wikiznanie.ru/ru-wz/index.php/Барбот-де-Марни

| Персоналії | Це незавершена стаття про особу. Ви можете допомогти проєкту, виправивши або дописавши її. |